# P-Akkreditierung
Die P-Akkreditierung ist eine besondere Form der Zulassung (Akkreditierung) eines Sportlers als Teilnehmer (Alternate Athlete) einer Mannschaft an Olympischen Spielen.

## Beschreibung
P-akkreditierte Athleten sind nur in Sportarten vorgesehen, die als Mannschaftssport betrieben werden oder die eine Disziplin als Wettbewerb mit einer Mannschaft durchführen. Sie kommen zum Einsatz, nachdem akkreditierte Athleten (= Olympiateilnehmer) aufgrund von Krankheit oder Verletzung aus einem laufenden Wettbewerb und der Mannschaft ausgeschieden sind. Im Anschluss gibt das Nationale Olympische Komitee (NOK) die Akkreditierung des verletzten Sportlers an das Internationale Olympische Komitee (IOC) zurück, und der P-akkreditierte Athlet wird als Olympiateilnehmer akkreditiert.
P-akkreditierte Athleten gelten als Mitglieder einer Olympiamannschaft, sind aber von der Unterbringung im olympischen Dorf ausgeschlossen. Vereinzelt treten Athleten von einer Nominierung für Olympische Spiele als P-akkreditierte Athleten zurück.
Hat eine Mannschaft einen Medaillenrang erreicht, dann erhalten alle Athleten, die an einem Wettbewerb teilgenommen haben, eine Medaille, also auch diejenigen, die durch Verletzung oder Krankheit aus einem laufenden Wettbewerb ausgeschieden sind. Deutsche Sportler erhalten nur dann eine Erfolgsprämie und werden mit dem Silbernen Lorbeerblatt geehrt, wenn sie als Olympiateilnehmer akkreditiert waren.
Sollte ein verletzter oder erkrankter Sportler, der für einen P-akkreditierten Athleten ausgewechselt wurde, während des Wettbewerbes wieder gesund werden, kann er nicht in den Wettkampf zurückkehren. Diese Regelung wurde für einige Sportarten bei den Olympischen Spielen 2020 aufgehoben.
Der Umgang mit P-akkreditierten Athleten ist in der „Late Athlete Replacement Policy for the ... Olympic Games“ allgemein geregelt. Die betroffenen internationalen Sportfachverbände legen jeder für sich weitere Details für den Umgang und Einsatz fest. Die P-Akkreditierung wurde vom IOC zu den Olympischen Spielen 2008 in Peking eingeführt.
2016 wurden in fünf Sportarten mit deutscher Beteiligung P-akkreditierte Athleten als Olympiateilnehmer akkreditiert.

## Sportarten mit P-Akkreditierung
Für die Olympischen Spiele 2020 sind Athleten mit P-Akkreditierung in folgenden Sportarten vorgesehen:
- Synchronschwimmen – keine deutsche Beteiligung
- Leichtathletik – teilnehmende Sportler
- BMX – teilnehmende Sportler
- Bahnradsport – teilnehmende Sportler
- Reitsport – teilnehmende Sportler
- Fechten – teilnehmende Sportler
- Handball – teilnehmende Sportler
- Hockey – teilnehmende Sportler
- Fußball – teilnehmende Sportler
- Rudern – teilnehmende Sportler
- Rugby – keine deutsche Beteiligung
- Tischtennis – teilnehmende Sportler
- Wasserpolo – keine deutsche Beteiligung

Für die Olympischen Spiele 2016 waren Athleten mit P-Akkreditierung in folgenden Sportarten vorgesehen:
- Bahnradsport – teilnehmende Sportler[6]
- BMX – teilnehmende Sportler
- Fechten – teilnehmende Sportler
- Fußball – teilnehmende Sportler[6]
- Handball – teilnehmende Sportler[6]
- Hockey – teilnehmende Sportler[6]
- Leichtathletik – teilnehmende Sportler
- Reitsport – teilnehmende Sportler[6]
- Rudern – teilnehmende Sportler
- Tischtennis – teilnehmende Sportler

## BegriffAlternate Athlete
Den Begriff Alternate Athlete(s) übernimmt der Deutsche Olympische Sportbund in seinen Veröffentlichungen unübersetzt aus den englischsprachigen Regelwerken des IOC. Die betroffenen nationalen Sportverbände verwenden uneinheitliche Bezeichnungen wie z. B.:
- P-Akkreditierung,[7] Deutscher Handballbund
- P-Akkreditierung, Alternate Athletes,[8] Bund Deutscher Radfahrer,
- P-akkreditierte Feldspieler, Deutscher Hockey-Bund,
- Alternative Athleten,[9] Deutscher Ruderverband
- Erste Reserve,[10] Reservepaar[11] Deutsche Reiterliche Vereinigung.
- Ersatz,[12] Deutscher Tischtennis-Bund
- Ersatzathleten[13]
- In der englischsprachigen Late Athlete Replacement Policy ist von P Athlete und P alternate Athlete(s) die Rede, die FIH schreibt alternate players und P accreditations.